# Svetište Majke dobre nade
Svetište Majke dobre nade ili Svetište Skrovite Gospe je hrvatsko katoličko marijansko svetište u Šumanovcima kraj Gunje, u Cvelferiji. Najstarije je svetište u Istočnoj Slavoniji i drugo po starosti u Đakovačko-osječkoj nadbiskupiji.
Osnovali su ga franjevci 1370-ih podižući crkvu i samostan sv. Marije. Svetište je u 16. stoljeću stradalo pod Turcima. Nova crkva podignuta je u 18., a današnja u 19. st. Na glavnom oltaru nalazi se slika Uznesenja Marijina koja se štuje više od dvjesto godina.

## Povijest

### Osnutak i papino priznanje
Područje Cvelferije od 13. st. nalazilo se u posjedu plemića Alšana, iz čijega je roda potekao biskup pečuški i kardinal Valentin Alšanski; njegovim zauzećem, papa Grgur IX. daje 1. lipnja 1373. franjevcima odobrenje za izgradnju samostana na Alšanovu posjedu. Iste godine započinje izgradnja samostana, unutar kojeg je 1376. dovršena crkva sv. Franje. Gradnju su pomagali Alšani i sam biskup Valentin. Ubrzo franjevci podižu župne crkve i u okolici, a među njima i crkvu Uznesenja Marijina u Šumanovcima, oko koje se počinje stvarati naselje.
 

Odredbom od 16. siječnja 1376. papa Grgur IX. udjeljuje oproste svima koji hodočaste u Alšan i pohode nogosagrađenu franjevačku crkvu; od tada počinju hodočašća u crkvu sv. Franje i crkvu Uznesenja BDM u Šumanovcima. Papin dekret glasi:
»S pouzdanjem i milosrđem svemogućega Boga i u vlast blaženih apostola Petra i Pavla svima što se pokaju i za Božić, Novu godinu, Bogojavljenje, Uskrs, Uzašašće, Tijelovo, Duhove, isto tako za Rođenje, Navještenje, Očišćenje, Uznesenje bl. Djevice Marije, Rođenje sv. Ivana Krstitelja, na svetkovinu Apostola, sv. Franje i proslavu Svih svetih, u osminama (oktavama) navedenih svetkovina i kroz šest dana koji neposredno slijede iza svetkovine Duhova, i koji godišnje posjete spomenutu crkvu i potpomognu njezinu izgradnju, a svakako u pojedine svetkovine i blagdane i njihove osmine i onih šest dana, ako u te dane pobožno pohode ovu crkvu i pruže ruku pomoćnicu, oslobađamo ih milosrdno 100 dana naređene pokore, a to će vrijediti samo deset godina od ovog pisma.«

### Turska okupacija
U prvoj polovici 15. st., uslijed prodora Turaka, Alšanski posjed (koji je uključivao i Šumanovce) promijenio je više vlasnika: 1435. preuzimaju ga plemićka obitelj Talovac, a 1480. hrvatsko-ugarski kralj Matija Korvin daruje ga sinu Ivanišu. Po Ivanišovoj smrti preuzima ga vlastelin ladislav More, u čijemu je posjedu bio do turskoga osvajanja 1529. godine; Turci su samostan opljačkali i zapalili, a crkva je s vremenom propadala.{{sfn|Mihanović|2023|p=5} Zbog islamizacije stanovništva, broj katolika se pod turskom okupacijom u posavskim selima smanjio te je kraj nekoliko desetljeća bio bez župe i stalnoga svećenika. Nakon rušenja samostana u Šarengradu, franjevci su nastavili djelovati tajno; misilo se po grobljima i u kućama, a krštenja su se odvijala u poljima i kućama. Unatoč zabranama i opasnostima, vjernici su i dalje hodočastili u Šumanovce s obiju strana Save; od oko 1630. dolazi do obnove i osnutaka župa, a od 1637. iločki samostan preuzima brigu za vjernike Srijema i Međubosuća. Turci su šumanovački kraj okupirali sve do kraja 17. st. kada je Slavonija oslobođena.

### Obnova vjerskog života
Mirom u Srijemskim Karlovcima 1699. Turci se potpuno povlače iz Slavonije i Posavine. Početkom 18. st. Šumanovci su bili sjedište drenovačke župe, kojoj su pripadali i Gunja, Rajevo Selo, Podgajci i Đurići. Na mjestu negdašnje crkve Svete Marije Velike podignuta je drvena crkva. Župu su vodili franjevci, a matične knjige počele su se voditi od 1717. godine. Osim matičnih knjiga, najstariji podatci o šumanovačkom svetištu jesu kanonske vizitacije; tako je u vizitaciji 1729. zapisano kako je „crkva u Šumanovcima sagrađena od drveta na polju koje se zove Šumanovci” i da je „jedina blagoslovljena crkva u drenovačkoj župi, a blagoslovljena je u čast Blažene Djevice Marije Uznesene”. Navedeno je i kako crkva ima kor iznad vrata, ali nema pod, strop ni sakristiju, te da ima tri oltara (glavni posvećen Mariji, desni sv. Franji, a lijevi sv. Antunu Padovanskom). U blizini crkve bilo je groblje, župna kuća i kapelica Bezgrešne. U trenutku vizitacije župa je imala 402 katolika.
Već iduće godine od vizitacije selo Šumanovci polako nestaje. Carskom naredbom nastaju Novi Drenovci, u koje se seli dio Šumanovčana, a ostali u Bošnjake, čime središnja župna crkva prelazi iz Šumanovaca u Drenovce. U Šumanovcima ostaje svetište koje se održalo do danas. Kasnije vizitacije navode kako su Šumanovci područno selo drenovačke župe, potvrđujući kako je tamošnja crkva posvećena Blaženoj Djevici Mariji Uznesenoj na Nebo te da se bogoslužja odvijaju na Veliku Gospu, svake mlade nedjelje i na Miholje. Na drenovačkom groblju nalazila se kapelica posvećena Velikoj Gospi. Hodočasnici iz svih sela drenovačke župe dolazili su u Šumanovce o Uskrsu i na Duhove. Vizitacije početkom 19. st. spominju kako se u kapelici u Šumanovcima Svete Mise održavaju treći dan Uskrsa, treći dan Duhova, na Veliku Gospu i Dušni dan, a po odredbi mjesnoga biskupa i o Maloj Gospi. Drenovačku župu su do 1761. vodili franjevci Bosne Srebrene, a od tada je vode dijecezanski svećenici.

#### Izgradnja nove crkve
Drenovački župnik 1801. zauzima se izgradnju nove crkve od opeke u Šumanovcima, u kojima je stara drvena crkva bila dotrajala. Izgradnja je započela 15. svibnja 1822., a crkva je blagoslovljena tri mjeseca kasnije, na svetkovinu Velike Gospe (15. kolovoza); o toj je prigodi i podignuta spomen-ploča uz glavni ulaz u crkvu, na kojoj su zapisana imena četvorice drenovačkih župnika pokopanih u kripti ispod crkve. Na glavnome oltaru nalazi se slika Uznesenja Marijina na nebo koja se štuje od 1824. godine i koja se o Velikoj i Maloj Gospi postavlja na zaseban oltar, izgrađen za misna slavlja. Ta se crkva održala do danas te je više puta obnavljana.

#### Čudo kod Gospina zdenca
Najpoznatije čudo koje je utjecalo na daljnji razvoj svetišta zbilo se 1905. godine. Prema predaji, u obližnjim Đurićima živjela je obitelj Antoniutti, koju su činili Ana i njezin muž (graditelj crkve) i njihovi sin i kćer. Unatoč njihovoj pobožnosti, sin se odao piću, a kći se razboljela i preminula u desetoj godini, zbog čega je majka pala u očaj i izgubila vid. Jedne noći usnula je Gospu Šumanovačku koja joj je kazala neka kod sedmoga hrasta iskopa zdenac i vodom opere oči te će progledati; žena se sljedećega dana uputila u šumu s mužem i pronašla u snu opisano mjesto; nakon malo kopanja pronašla je vodu, umila se i progledala pa je u znak zahvale izgradila zdenac, a pokraj njega i kapelicu posvećenu Gospi. Sin se naposljetku obratio i postao franjevac. Priča o događaju ubrzo se proširila i hodočašća u Šumanovac postajala su sve masovnija. Događaj je opjevala hrvatska književnica Mara Švel Gamiršek.

### Razvoj u 20. i 21 stoljeću
Osnutkom samostalne kapelanije u Gunji 1904. upravu svetišta preuzimaju gunjski župnici. Za kanonske vizitacije u Gunji 1914. zabilježeno je postojanje kapele Uznesenja Blažene Djevice Marije u Šumanovcima s ograđenim grobljem, križem i mrtvačnicom. Završetkom Prvoga svjetskog rata povećava se broj hodočasnika, pretežno iz Slavonije i Bosne. God. 1921. u šumanovačkoj crkvici na oltar je postavljen kip Marijina Uznesenja, dar vjernice iz Brčkog dovezen iz Tirola. U proslavu tisućgodišnjice Hrvatskoga Kraljevstva 1925. bila su uključena sva sela u Cvelferiji, a u Šumanovcima su se o više obljetnica i blagdana služile Svete Mise. Gunjanski župnik 1930. daje sagraditi novu zgradu za svećenike, a kanonska vizitacije iz iduće godine navodi kako je groblje pretrpano. Svečanom proslavom u Šumanovcima na Veliku Gospu 1940. vjernici Vrbanjskoga dekanata obilježili su 1300. obljetnicu povezanosti Hrvata sa Svetom Stolicom.
God. 1952. započinje izgradnja vanjskoga oltara na groblju i obnova crkve. God. 1957. upravljanje svetištem preuzimaju župnici iz Rajeva Sela. Sljedeće 1958. u svetištu se o svim marijanskim blagdanima proslavljala stogodišnjica lurdskih ukazanja,a 1971. svetište je bilo uključeno u proslavu Međunarodnoga marijanskog kongresa. Iste godine upravu ponovno preuzima gunjska župa te počinje izlaziti list Vrbanjskoga dekanata Naša Gospa Šumanovačka. Na Veliku Gospu 1972. obilježena je stopedesetgodišnjica crkve, uz prisustvo 5000 vjernika. Dne 31. kolovoza 1972. napisan je Statut Gospina svetišta Šumanovci. Središnjom proslavom na Veliko Guspu 1973. proslavljena je šestogodišnjica postojanja svetišta. Na treću korizmenu nedjelju 1978. obnovljen je običaj služenja „rane mise” za pokojnike, koji se obdržava do danas. Tijekom 1970-ih i 1980-ih svetište i groblje je obnavljano i proširivano, a 1984. bilo je središte priprave za Nacionalni euharistijski kongres 1984. u Mariji Bistrici.
Đačko hodočašće u lipnju 1991. učenika, učitelj, svećenika, redovnika i biskupa Ćirila Kosa bilo je zadnje masovnije okupljanje te godine zbog razbuktavanja Domovinskoga rata; Velika Gospa dva mjeseca kasnije proslavljena je bez hodočasnika. God. 1992. dovršena je asfaltna cesta od glavne ceste Drenovci-Gunja do svetišta, a uoči Velike Gospe 1993. održana je pokornička procesija do svetišta. Svetište je ponovno oživjelo 1996., a proslava Velike Gospe prenošena je i na televiziji. Dne 25. kolovoza te godine blagoslovljeni su temelji Gospine kapelice u šumi, u koju je postavljen kip Bezgrešne iz Padove s natpisom: „Majko naše prošlosti, budi majkom naše sadašnjosti i naša budućnosti”.
Na Veliku Gospu 2006. hodočastilo je oko 10 tisuća vjernika iz Cvelferije i Bosanske Posavine. Na kirvaj iduće godine okupilo se desetak tisuća hodočasnika, među njima i skupine iz Njemačke, Švicarske i Austrije; tom je prigodom održana prva smotra folklornih i pjevačkih skupina „Zapjevajmo Skrovitoj Gospi Šumanovačkoj”. God. 2011. pokrenut je korizmeni križni put nedjeljom. Na Veliku Gospu 2013. okupilo se 13 tisuća vjernika. U svibnju 2014., kada je Sava probila nasip kod Rajeva Sela i Račinovaca, voda je zaobišla područje svetišta iako se ono nalazilo niže od poplavljena okolna područja; taj je događaj ubrzo prozvan „novim čudom” u povijesti svetišta.
U veljači 2019. započet je projekt „Novo ruho Šumanovca”, koji je predvidio obnovu i proširenje svetišta; na blagdan Bezgrešnog Srca Marijina, 12. lipnja 2021. blagoslovljen je brončani Gospin kip (2,5 m) i postavljen u središte svetišta. Dne 1. svibnja 2022. otvoren je i blagoslovljen „Gospin park mira”. Tijekom 2023. dovršeni su ulazni slavoluk, dječji park Anđeo čuvar, postaje krunice, zavjetni zid zahvale dug 26 metara s reljefom čuda kod Gospina zdenca (prikaz Gospe i ozdravljene žene) te četrnaest postaja križnoga puta.